# Galumna iterata
Galumna iterata är en kvalsterart som beskrevs av Subías 2004. Galumna iterata ingår i släktet Galumna och familjen Galumnidae. Inga underarter finns listade i Catalogue of Life.